# Grammitis dorsipile
Grammitis dorsipile là một loài dương xỉ trong họ Polypodiaceae. Loài này được Christ C. Chr. & Tardieu mô tả khoa học đầu tiên năm 1939.